# Mount Potter
Mount Potter ist ein 3369 m hoher Berg im ostantarktischen Viktorialand. In der Royal Society Range ragt er aus dem Rampart Ridge zwischen dem Bishop Peak und dem Sladen Summit auf.
Das Advisory Committee on Antarctic Names benannte ihn 1994 nach dem US-amerikanischen Glazialgeologen Noel Potter Jr. vom Dickinson College, der in sieben Feldforschungskampagnen Untersuchungen im Gebiet dieses Berges vornahm.